# Торогой Володимир Васильович
Володимир Васильович Торогой (26 липня 1994, м. Чернівці, Україна — 5 серпня 2022, смт Велика Новосілка, Донецька область, Україна) — український військовослужбовець, лейтенант Збройних сил України, учасник російсько-української війни. Почесний громадянин міста Тернополя (2022, посмертно).

## Життєпис
Володимир Торогой народився 26 липня 1994 року в місті Чернівцях.
Навчався у школі в Чернівцях, де також закінчив юридичний виш з військовою катедрою. Працював у поліції на Чернівеччині.
У ході російського вторгнення в Україну 2022 року брав участь у боях за Київщину, а згодом за Донеччину. 5 серпня 2022 року підірвався на ворожій міні біля смт Велика Новосілка, що на Донеччині.
Проживав у місті Тернополі.

## Нагороди
- почесний громадянин міста Тернополя (22 серпня 2022, посмертно)[1][2].

## Військові звання
- лейтенант.